# Portezuelo (Spanyolország)
Portezuelo (extremadurai nyelven Porteçuelu) egy község Spanyolországban, Cáceres tartományban. Portezuelo Alcántara, Acehúche, Portaje, Torrejoncillo, Pedroso de Acim, Cañaveral és Garrovillas de Alconétar községekkel határos. Lakosainak száma 206 fő (2024).

## Népesség
A település népessége az elmúlt években az alábbi módon változott:
| Lakosok száma | 304  | 304  | 287  | 268  | 266  | 247  | 232  | 218  | 220  | 206  |
|               | 2001 | 2004 | 2006 | 2009 | 2011 | 2014 | 2016 | 2019 | 2021 | 2024 |